# Kiyoshi Sonobe
Pour les articles homonymes, voir Sonobe (homonymie).
Kiyoshi Sonobe (薗部 澄, Sonobe Kiyoshi, 1921-1996) est un photographe japonais, lauréat du « prix annuel » de l'édition 1989 du prix de la Société de photographie du Japon.